# Gladys Mgudlandlu
Gladys Nomfanekiso Mgudlandlu (1917 - 17 février 1979) est une artiste et une enseignante sud-africaine.

## Débuts
Gladys Mgudlandlu est née dans le quartier de Peddie, près de Grahamstown en 1917 (certaines sources indiquent 1923 ou 1925). Elle a été élevée principalement par sa grand-mère. Celle-ci lui a fait découvrir la peinture traditionnelle de ses origines xhosa et fingo et des connaissances sur les oiseaux indigènes à leur région. Elle est devenue professeur en 1941, à Lovedale Collège. Elle a également été inscrite comme infirmière en formation dans la ville du Cap dans les années 1940,,.

## Carrière
Mgudlandlu a enseigné à l'École de la Communauté bantoue de Athlone jusqu'en 1953, et à l'école primaire de Nyanga-Ouest à partir de 1953. Elle peignait la nuit après le travail. Elle est en grande partie autodidacte dans ce domaine de la peinture. Alors que les femmes blanches pouvaient étudier l'art en Afrique du Sud ou en Europe, les femmes noires n'avaient ni les ressources financières ni les opportunités pour ce faire. L'absence de femmes noires, et le nombre de femmes blanches, nommées dans les documents écrits sur la peinture sud-africaine jusqu'à la deuxième moitié du XXe siècle (à quelques exceptions près) témoignent des déséquilibres de la culture sud-africaine de l'époque.
Elle a commencé à présenter ses œuvres au début des années 1960. Elle est pourtant critiquée, y compris par des personnalités comme Bessie Head, pour son travail artistique qui ne cherche pas à décrire la réalité sociale de la communauté noire ni à faire œuvre d'éducation ou moins encore de propagande. Bessie Head, en exil au Botswana, commente en 1963 l'œuvre de Mgudlandlu comme étant une œuvre « d'évasion », « enfantine », et visant un public blanc,.
Son exposition à Johannesbourg, en 1964, a été signalée comme la première exposition d'une femme Africaine noire durant l'apartheid dans cette ville. Mgudlandlu elle-même a affirmé : « être la première femme africaine de ce pays à organiser une exposition », dans un journal en 1962 Cette affirmation a depuis été jugée inexacte par les historiens de l'art.
Après avoir été blessée dans un accident de voiture en 1971, elle cessa de peindre et de montrer ses œuvres.

## Mort et héritage
Mgudlandlu est décédée à Guguletu, en 1979, à l'âge de 61 ans.
En 2007, elle a reçu à titre posthume l'Ordre de Ikhamanga d'Argent présidentiel pour ses contributions à l'art sud-africain.
Une biographie écrite par Elza Miles, Nomfanekiso Qui Peint la Nuit: L'Art de Gladys Mgudlandlu a été publiée en 2003. Une exposition d'œuvres de Mgudlandlu et de Valérie Desmore, intitulée "Une Fragile Archive," était affichée à la Johannesburg Art Gallery en 2012. Le cinéaste Kemang Wa Lehulere réalisa en 2015 un court documentaire sur elle, L'Oiseau-Dame<ref(en) Mary Corrigall, « Award-winning Artist's Focus Forerunners », IOL,‎ 10 juillet 2015 (lire en ligne)</ref>.
Des œuvres de Mgudlandlu sont dans les collections du Nelson Mandela Metropolitan Art Museum.